# Basilianer des hl. Josaphat

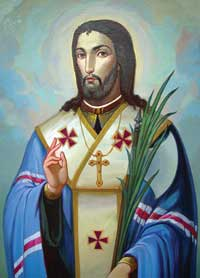
Der Heilige Josaphat Kunzewitsch

Die Basilianer des Heiligen Josaphat (lat.: Ordo Basilianus Sancti Josaphat auch Ordo Sancti Basilii Magni, ukrainisch Василіанський чин святого Йосафата (Василіани), Ordenskürzel: OSBM) gehören zu den Basilianern. Sie sind dem Ritus der Ruthenisch griechisch-katholischen Kirche angeschlossen und in die Ukrainische Griechisch-Katholische Kirche (UGKK) eingebunden.

## Der hl. Josaphat
Die Ordensgründung geht auf den Heiligen Josaphat Kunzewitsch (1580–1623) zurück. Ihm widmete Papst Pius XI. 1923 die Enzyklika „Ecclesiam Dei admirabili“ und unterstrich damit die große Bedeutung des Heiligen für die Ordensgemeinschaft der Basilianer aber auch für die römisch-katholische Kirche.

## Ursprung der Basilianer des hl. Josaphat
Der Ausgangspunkt der Basilianer des hl. Josaphat geht auf den heiligen Basilius den Großen (330–379) zurück, seine Lebensweise und die von ihm aufgestellten Ordensregeln sind zur Grundlage der ersten Mönche auf ukrainischem Boden geworden. Der weibliche Zweig wurde im späten 10. Jahrhundert als Basilianerinnen vom heiligen Basilius dem Großen gegründet. Anfang des 17. Jahrhunderts vereinigte der Metropolit Benjamin Rutsky mehrere Klöster und übertrug den Mönchen (jetzt Basilianer des hl. Josaphat), ihr monastisches Leben nach dem Basilianerorden auszurichten. Durch den Zusammenschluss der Klöster war der Zuspruch zum Orden der Basilianer sehr groß und der Orden wuchs stark.

## Verfolgung
Infolge der Teilung Polens und der Gebietsansprüche Russlands in der Ukraine entwickelte sich eine Verfolgung des Ordens. Die Bedrängnis des Ordens wirkte sich bis nach Österreich aus. 1882 begann unter Leitung der Jesuiten und auf Anordnung von Papst Leo XIII. eine Umstrukturierung des Basilianerordens. Hieraus ergab sich, dass viele Mönche als Missionare nach Brasilien, Kanada, die Vereinigten Staaten und Argentinien ausgesandt wurden. In der Zeit der sowjetischen Herrschaft wurden im Gebiet der Ukraine alle Ordensprovinzen ausgelöscht. Mehr als 350 Mönche wurden nach Sibirien verschleppt, die Basilianer mussten ihre Aktivitäten im Untergrund und unter Schutz der UGKK fortsetzen. Zwischenzeitlich hatte sich der Orden in Kanada, den Vereinigten Staaten, Brasilien und Argentinien ausgeweitet. Heute gibt es 31 Klöster, in denen etwa 250 Ordensmitglieder leben.

## Wiederaufbau und pastorale Aufgaben
Nach dem Zusammenbruch des kommunistischen Machtbereiches wurden die Provinziate in der Ukraine, in Rumänien, Ungarn und der Slowakei reaktiviert. Heute existieren in diesen Ländern 30 Klöster und 37 Residenzen, in der Ukraine gibt es etwa 290 Ordensangehörige. In der Ukraine werden 62 Pfarreien betreut, dazu 250 Filialkirchen und neun Missionsstationen in der Ostukraine. Der Orden betreibt den Verlag „Missionar“ in Lwiw, die Druckerei in Schowkwa, und den Verlag „Notizen“ in Rom. Auf dem Bereich der Erziehung und Ausbildung verfügt der Orden in fast jeder Provinz über ein Noviziat, ein Studienhaus für Philosophie und ein kleines Priesterseminar. Die Basilianer sind als Rektoren im Päpstlichen Ukrainischen Kollegium des Hl. Josaphat in Rom tätig und tragen die Verantwortung für Radio Vatikan. Mit Dmytro Hryhorak stellt die Ordensgemeinschaft den Bischof der Diözese Butschatsch (Ukraine).

## Seligsprechungen
Am 27. Juni 2001 wurden durch Papst Johannes Paul II., während seiner Pastoralreise in die Ukraine folgende Ordensangehörige seliggesprochen:
- Josaphat Kocylovskyj, Bischof von Peremyšl (1876–1947)
- Severijan Baranyk, Ordenspriester (1889–1941)
- Jakym Senkivskyj, Ordenspriester (1896–1941)
- Vitalij Bajrak, Ordenspriester (1907–1946)

Am 4. November 2001 wurde durch Papst Johannes Paul II. zudem ein weiterer Ordensangehöriger seliggesprochen:
- Pavol Peter Gojdič, Bischof von Prešov, Slowakei (1888–1960)

## Protoarchimandriten
- Josyf Iwan Weljamyn Rutskyj (Йосиф Іван Велямин Рутський, 1617 – 5. Februar 1637)

- Dionysij Tkatschuk (1931 – 26. Januar 1944)
  - Dionysij Holovetskyj (1944–1946) (Generalvikar)
  - Hlib Kinach (1946–1949) (Generalvikar)
- Teodosij Tit Haluschtschynskyj (1949–1953)
- Pawlo Petro Myskiw (1953–1963)
- Atanasij Hryhorij Welykyj (1963–1976)
- Isidore Patrylo (1976–1996)
- Dionisio Lachovicz (1996 – 16. Juli 2004)
- Basílio Koubetch (2004–2012)
- Genésio Viomar (2012–2022)
- Robert Lysejko (seit 2022)